# Баву, Жозеф Эварист
Баву, Жозеф Эварист (фр. Bavoux; 5 октября 1809, Париж — 1890) — французский политический деятель.
Родился в семье республиканца и профессора уголовного права Франсуа-Николя Баву, автора: «Leçons prèliminaires sur le Code pènal», «Desconflits ou empiétements de l’autoritè administrative sur l’autoritè judiciaire».
После февральской революции 1848 г. он был избран в качестве представителя от департамента Сен-э-Марн в учредительное и законодательное собрания (Constituante et Législative), где сразу же примкнул к монархической правой. В 1852 году тот же департамент послал его в качестве кандидата в новый законодательный корпус, и затем Баву вступил в государственный совет.

## Труды
- «Philosophie politique on l’ordre moral dans les sociétés humaines» (1840);
- «Alger, voyage politique et descriptif» (1841);
- «Du communisme eu Allemagne et du radicalisme en Suisse» (1851);
- «La France sous Napoléon III, l’Empire et le régime parlementaire» (1870);
- «Les vacances du quatrieme Napoléon а Brenemberg» (1874);
- «Orléanisme et République» (1875).

## Источник
- Баву, Жозеф-Эварист // Энциклопедический словарь Брокгауза и Ефрона : в 86 т. (82 т. и 4 доп.). — СПб., 1890—1907.